# Tour d'Italie 1913
Le Tour d'Italie 1913 est la cinquième édition de cette compétition. Il s'est tenu du 6 mai au 22 mai 1913, long de 2 932 km répartis en 9 étapes. Il a été remporté par Carlo Oriani à une allure moyenne de 26,379 km/h.
Sur les 99 coureurs partants, 35 rallièrent l'arrivée.
Le Giro 1913 est le dernier du vainqueur de l'épreuve initiale, Luigi Ganna, qui termine 5e. Il est le premier de Costante Girardengo (6e), qui deviendra par la suite le meilleur coureur italien.

## Équipes participantes
- Ganna
- Gerbi-Dunlop
- Goericke
- Globo
- Legnano
- Maino
- Otav
- Peugeot
- Indépendant

## Classement général
| Classement général final |                               |
| --- | ----------------------------- |
| \| 1. Carlo Oriani \| 135 h 15 min 56 s - 37 points \| \| 2. Eberardo Pavesi \| 43 points \| \| 3. Giuseppe Azzini \| 48 points \| \| 4. Pierino Albini \| 55 points \| \| 5. Luigi Ganna \| 64 points \| \| 6. Costante Girardengo \| 74 points \| \| 7. Leopoldo Torricelli \| 74 points \| \| 8. Giuseppe Contesini \| 81 points \| \| 9. Giovanni Cervi \| 82 points \| \| 10. Giovanni Rossignoli \| 89 points \| |                               |
| 1. Carlo Oriani | 135 h 15 min 56 s - 37 points |
| 2. Eberardo Pavesi | 43 points                     |
| 3. Giuseppe Azzini | 48 points                     |
| 4. Pierino Albini | 55 points                     |
| 5. Luigi Ganna | 64 points                     |
| 6. Costante Girardengo | 74 points                     |
| 7. Leopoldo Torricelli | 74 points                     |
| 8. Giuseppe Contesini | 81 points                     |
| 9. Giovanni Cervi | 82 points                     |
| 10. Giovanni Rossignoli | 89 points                     |

## Étapes
| Étape     | Date   | Villes étapes              | km  | Vainqueur d'étape   | Leader du classement général |
| 1re étape | 6 mai  | Milan – Gênes              | 341 | Giuseppe Santhià    | Giuseppe Santhià             |
| 2e étape  | 8 mai  | Gênes - Sienne             | 332 | Eberardo Pavesi     | Pierino Albini               |
| 3e étape  | 10 mai | Sienne - Rome              | 317 | Giuseppe Santhià    | Giuseppe Santhià             |
| 4e étape  | 12 mai | Rome - Salerne             | 341 | Giuseppe Azzini     | Giuseppe Santhià             |
| 5e étape  | 14 mai | Salerne - Bari             | 295 | Giuseppe Azzini     | Eberardo Pavesi              |
| 6e étape  | 16 mai | Bari - Campobasso          | 256 | Costante Girardengo | Eberardo Pavesi              |
| 7e étape  | 18 mai | Campobasso - Ascoli Piceno | 313 | Clemente Canepari   | Giuseppe Azzini              |
| 8e étape  | 20 mai | Ascoli Piceno - Rovigo     | 413 | Lauro Bordin        | Carlo Oriani                 |
| 9e étape  | 22 mai | Rovigo - Milan             | 321 | Eberardo Pavesi     | Carlo Oriani                 |

## Classement par équipes
| \| 1. \| Maino \| \| MAI \| - \| |       |  |     |   |
| 1.                               | Maino |  | MAI | - |